# ファイサル2世 (イラク王)
ファイサル2世・ビン・ガージー（アラビア語: فيصل الثاني بن غازي, ラテン文字転写: Fayṣal ath-Thānī bin Ġāzī、1935年5月2日 - 1958年7月14日）は、イラク最後の国王（在位：1939年4月4日 - 1958年7月14日）、アラブ連邦元首。

## 生涯

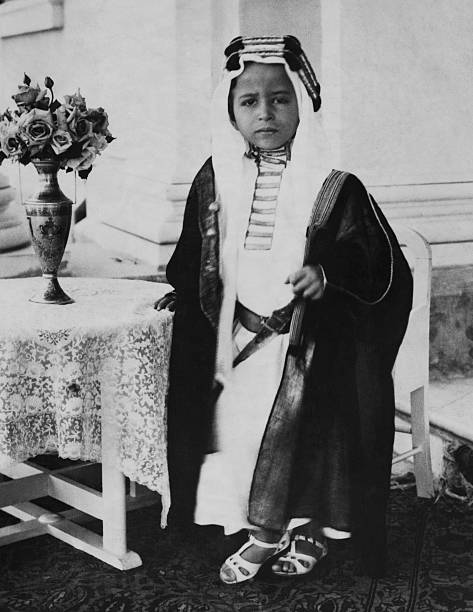
年少時のファイサル2世

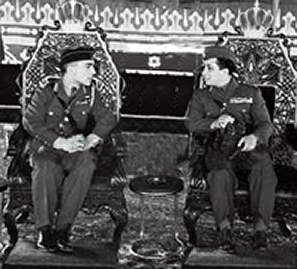
アラブ連邦結成の条約調印式に臨むファイサル2世とヨルダン国王フセイン1世

### 即位前
第2代イラク国王ガージーと、最後のヒジャーズ国王アリー・イブン・フサインの娘である王妃アーリヤの息子としてバグダードで生まれた。最初で最後のイラク生まれの国王である。

### 即位
1939年、父王が交通事故で崩御したことにより、わずか3歳でイラク国王に即位する。幼君の即位に伴い、ガージー国王の従兄弟でファイサルの母の兄弟、すなわちファイサルにとっては叔父にあたる26歳のアブドゥル＝イラーフが摂政となる。摂政ら親英派と、枢軸国に期待する親独派との対立が起こり、1941年にはラシッド・アリ・アッ＝ガイラニ率いる親独派によるクーデターが起こったが、即座に上陸したイギリス軍によりクーデター政権は敗北し、再びイギリスがイラクを占領した（アングロ・イラク戦争）。

### 治世
ファイサルは、はとこにあたるヨルダン国王フセイン1世と共に渡英、ハロー校に学んだ。1953年5月2日、成年に達したファイサル2世は、ヨルダンのフセイン1世即位と同時に親政を開始した。しかし本人は政治に無関心であり、形式上元首としての全権を獲得したにもかかわらず、摂政から王太叔父となったアブドゥル＝イラーフに実権を委任したままだった。このためにイラクの政治は王太叔父と祖父ファイサル1世以来の重臣で反共独裁政策をとるヌーリー・アッ＝サイードが主導することとなる。
1958年2月1日、イラクの隣国シリアとナーセル率いるエジプトが連合してアラブ連合共和国が成立する。これによってナセルの脅威が間近に迫ることになった2つのハーシム王国が、アラブ連合に類似したブロックを設立することによってアラブ連合共和国に対抗しようという構想が現実化する。シリア・エジプトのアラブ連合共和国成立のちょうど2週間後にあたる2月14日に、イラクとヨルダンの両国でアラブ連邦を形成することに合意した。イラク・ヨルダンのアラブ同盟の盟主にはファイサル2世がおさまることになる。

### 暗殺
ところがこの連合はわずか5ヵ月で終焉を迎えた。この年の夏、アラブ連合の脅威に直面するヨルダンからの要請でイラク軍部隊をヨルダン国境に向かわせることになったイラクの自由将校団を率いるカーシム准将は、これをクーデターを行う好機と捉えた（イラク東部の部隊がヨルダン国境に向かうには、首都バグダード近郊を通過しなければならなかったからである）。クーデター部隊はバグダードを占領し、7月14日に共和国成立を宣言した。ファイサル2世と家族、王太叔父アブドゥル＝イラーフを含む多くの王族たちは、占拠された宮殿から表に現れたその場でクーデター部隊により銃殺された。
最初、ファイサル2世の遺体は本人確認の上でラシード基地の庭に埋葬されたが、ヨルダン王室の要望により、サッダーム・フセイン大統領の時代に掘り起こされ、王族が埋葬されているアーザミーヤ墓地に改葬されている。
この「7月14日革命」と呼ばれる軍事クーデターにより、イラクの君主制は崩壊することになる。なお、一部の王族はサウジアラビア大使館に逃げ込み無事であった。そのうちの一人、アブドゥル＝イラーフと同じヒジャーズ王室系でファイサル2世の従兄弟シャリーフ・アリー・イブン・アル＝フセインは、現在のイラク王位請求者であることを主張している。

## 人物
- 前述のとおり、国王の政治的権力は実際には行使されることがなく、政治的な権能はアブドゥル＝イラーフに依存していた。
- ジャズを好んだという。
- タンタンの冒険の準レギュラーであるアブダラーのモデルとなった。
- 小柄で喘息が持病であり、印象的なタイプではなかったが、人柄がよくまた威厳があり、周囲からの人気が高かったという[2]。
- イギリス首相のアンソニー・イーデンと会談中、エジプトのナーセルによるスエズ運河封鎖の報告がイーデンに届けられたため、怒り狂うイーデンを目の当りにしている。

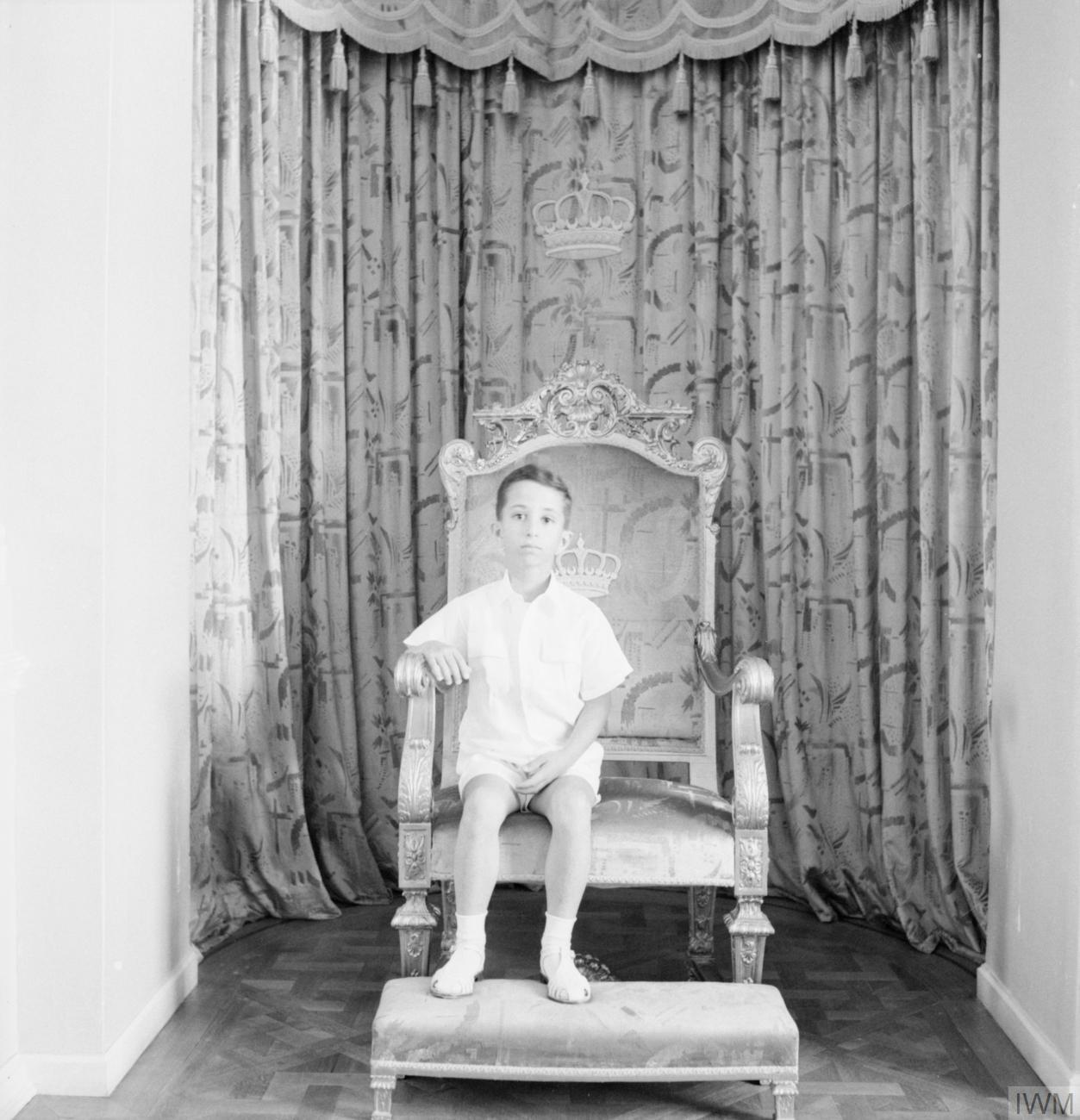
玉座に座るファイサル2世
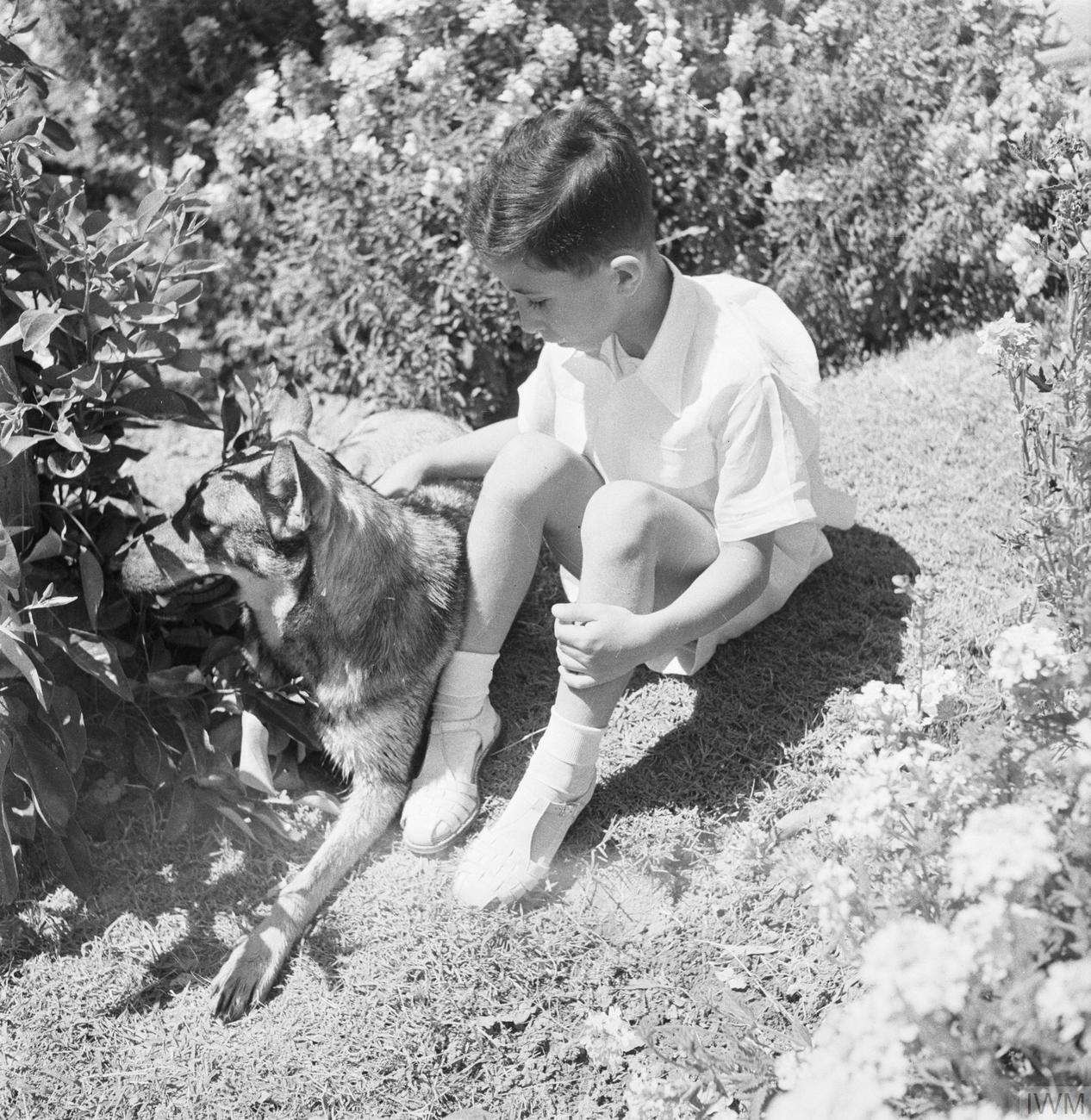
愛犬と遊ぶファイサル2世
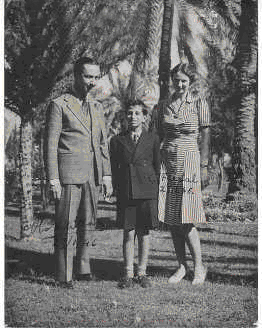
母親のアーリヤ王太后と叔父のアブドゥルと写るファイサル2世
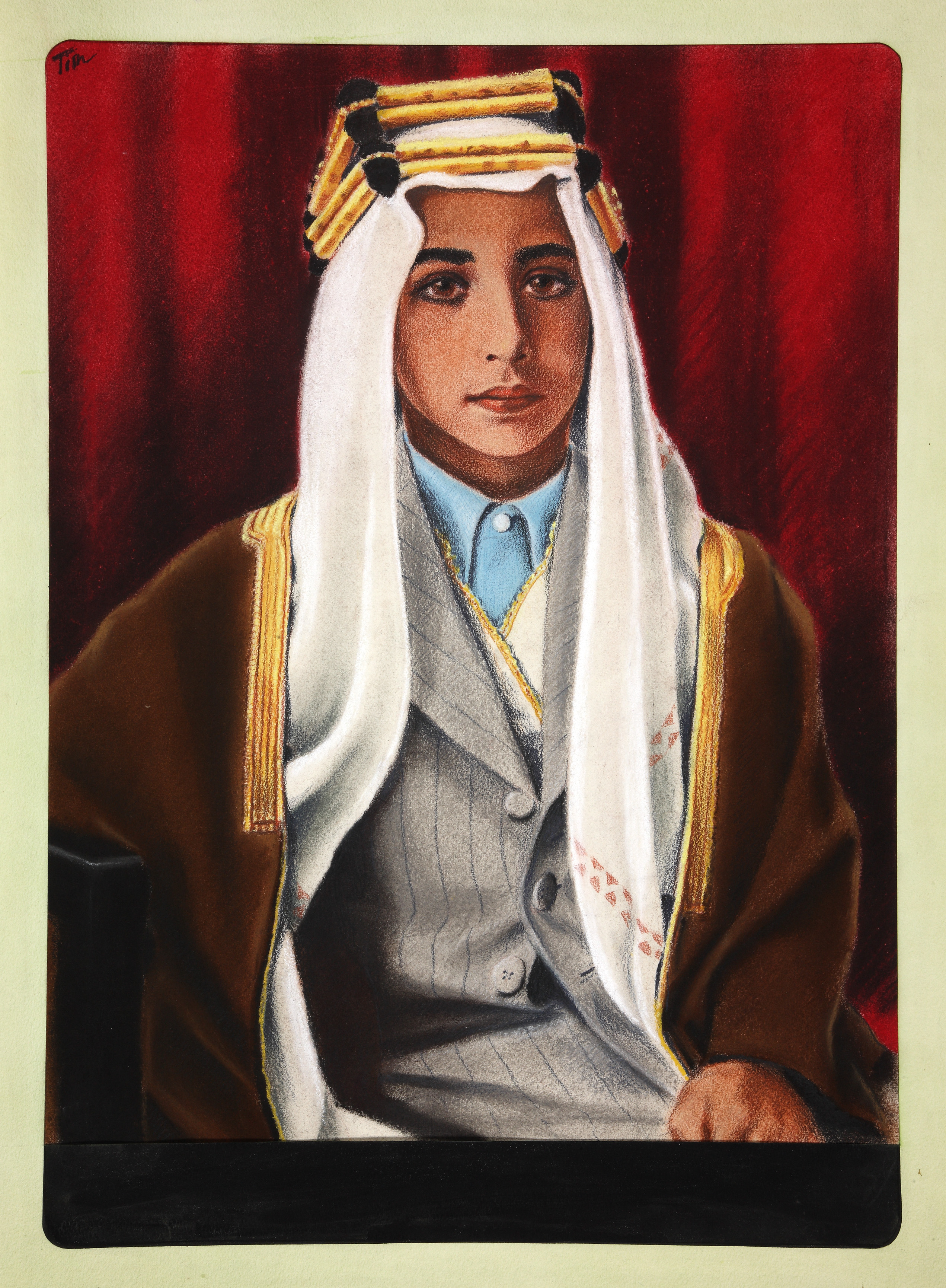
ファイサル2世の肖像画
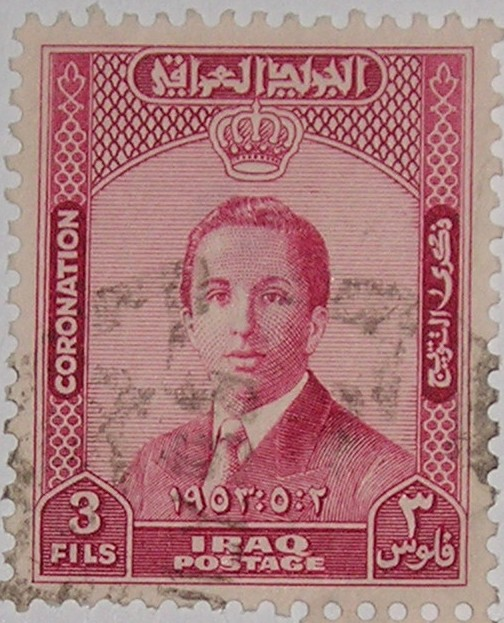
切手に描かれたファイサル2世